# Volume molaire
Le volume molaire d'une substance est le volume occupé par une mole de cette substance. Le volume molaire peut être déterminé pour toute substance dans toutes les phases (gaz, liquide, solide).
Dans les unités dérivées du Système international, le volume molaire s'exprime en mètres cubes par mole (m3/mol), mais il est plus pratique d'utiliser le litre par mole (l/mol) ou le mètre cube par kilomole (m3/kmol). Il s'agit d'une grandeur molaire.

## Formules

### Formules générales
Soit un volume {\displaystyle V} contenant une quantité de matière totale {\displaystyle n}. Le volume molaire, noté {\displaystyle {\bar {V}}} ou {\displaystyle V_{\text{m}}}, vaut par définition :
En considérant la masse {\displaystyle m} de ce volume, on a :
{\displaystyle {\bar {V}}={V \over n}={m \over n}{V \over m}}
d'où, en notant {\displaystyle M=m/n} la masse molaire et {\displaystyle v=V/m} le volume massique :
La masse volumique {\displaystyle \rho } étant l'inverse du volume massique :
{\displaystyle \rho ={m \over V}={1 \over v}}
on a également :
Le volume molaire évolue donc dans le sens inverse de la masse volumique : quand la masse volumique augmente le volume molaire diminue.

### Cas des gaz parfaits
Dans le cas des gaz parfaits, l'équation des gaz parfaits donne :
{\displaystyle P\cdot V=n\cdot R\cdot T}
d'où l'on obtient le volume molaire du gaz parfait :
avec :
- {\displaystyle P} la pression ;
- {\displaystyle V} le volume ;
- {\displaystyle n} le nombre de moles ou quantité de matière ;
- {\displaystyle T} la température ;
- {\displaystyle R} la constante universelle des gaz parfaits.

Ce qui donne pour les conditions normales de température et de pression (température de 0 °C soit 273,15 K, pression de 1 atm soit 101 325 Pa) :
{\displaystyle R=8{,}3144621\;\left[\mathrm {J \over mol\cdot K} \right]}
{\displaystyle {8{,}3144621\times 273{,}15 \over 101\;325}=0{,}022\;414\;\mathrm {m^{3}/mol} }
Le volume molaire d'un gaz parfait dans les CNTP est donc de 22,4 l/mol environ. À 20 °C soit 293,15 K, on obtient 24,1 l/mol environ.
Pour une pression de 1 bar, soit 100 000 Pa, à 20 °C, on obtient 24,8 l/mol environ.

## Propriétés

### Dépendance à la température
Le volume molaire augmente généralement avec l'élévation de la température, autrement dit la plupart des corps se dilatent avec une augmentation de température. Le volume molaire d'un gaz parfait sous une pression de 1 atm = 101 325 Pa est de 22,414 l/mol (soit 0,022 414 m3/mol) à 0 °C (conditions normales de température et de pression - CNTP) et de 24,055 l/mol à 20 °C.
Il existe des cas dans lesquels le volume molaire diminue avec une augmentation de température, autrement dit des cas de corps se contractant quand la température augmente, ce qui constitue une anomalie dilatométrique : par exemple, le volume molaire de l'eau liquide diminue entre 0 °C et 3,98 °C (sa masse volumique augmente).

### Dépendance à la pression
Le volume molaire diminue généralement avec l'élévation de la pression, autrement dit la plupart des corps se compriment avec une augmentation de pression. Le volume molaire d'un gaz parfait à 20 °C est de 24,8 l/mol sous une pression de 1 bar, soit 100 000 Pa, et de 24,1 l/mol sous une pression de 1 atm, soit 101 325 Pa.
Il existe cependant de rares exceptions de corps dont le volume augmente avec une augmentation de pression.

### Dépendance à la composition
Soit un mélange de corps représentés par des quantités respectives {\displaystyle n_{i}}. On note {\displaystyle n=\sum _{i}n_{i}} la quantité de matière totale et {\displaystyle x_{i}=n_{i}/n} la fraction molaire du corps {\displaystyle i}.
Soit {\displaystyle {\bar {V}}_{i}^{*}} le volume molaire du corps {\displaystyle i} pur dans les conditions de pression et température de mélange, ainsi que dans la même phase. Le volume molaire idéal du mélange vaut :
Autrement dit, si l'on mélange, par exemple, plusieurs liquides, le volume de la solution idéale résultante est la somme des volumes de chacun des liquides purs. Cette loi idéale s'applique aux gaz parfaits, il s'agit de la loi d'Amagat. Les mélanges liquides réels de molécules de structures et de tailles similaires ont un comportement proche de la solution idéale :
- les mélanges de paraffines linéaires C5 à C8, par exemple de n-heptane et n-octane ;
- les mélanges de benzène, toluène, xylènes ;
- les mélanges d'alcools, par exemple d'éthanol et de propanol.

Dans les faits, le volume d'un mélange n'est que rarement égal au volume idéal.
Pour un mélange réel, on note {\displaystyle {\bar {V}}_{i}} le volume molaire partiel du corps {\displaystyle i}, défini par la dérivée partielle à pression et température constantes :
{\displaystyle {\bar {V}}_{i}=\left({\partial V \over \partial n_{i}}\right)_{P,T,n_{\neq i}}}
Le volume molaire partiel d'un corps {\displaystyle i} peut être aussi bien positif (le volume d'un mélange augmente lorsque l'on ajoute {\displaystyle i}) que négatif (le volume d'un mélange diminue lorsque l'on ajoute {\displaystyle i}), ce qui est toutefois assez rare. Par exemple, lorsque l'on dissout 0,1 mole de sulfate de magnésium MgSO4 dans un litre d'eau, le volume de la solution obtenue est inférieur à un litre. Le volume se contracte par addition de MgSO4, son volume molaire partiel est donc négatif.
Le théorème d'Euler donne :
Le volume réel d'un mélange peut être inférieur ou supérieur au volume idéal. L'écart entre le volume molaire réel et le volume molaire idéal est appelé volume molaire d'excès, noté {\displaystyle {\bar {V}}^{\text{E}}} :
{\displaystyle {\bar {V}}={\bar {V}}^{\text{id}}+{\bar {V}}^{\text{E}}}
Par exemple, si l'on mélange 1 litre d'eau avec 1 litre d'éthanol, on obtient un volume total d'environ 1,92 litre. Le volume idéal {\displaystyle V^{\text{id}}} étant de 2 litres, il y a donc contraction du mélange : les molécules d'eau et d'éthanol s'attirent plus fortement que les molécules de ces liquides purs. Le mélange eau-éthanol n'est donc pas une solution idéale.